# Tezzhan Naimova
Tezdzhan Naimova (née le 1er mai 1987 à Parvomaï) est une athlète bulgare appartenant à la minorité turque de Bulgarie, spécialiste des épreuves de sprint.

## Biographie
Elle commence l'athlétisme à l'âge de dix ans. En 2005, en l'absence d'Ivet Lalova, elle devient championne de Bulgarie du 100 m et du 200 m et atteint la finale sur ces deux distances lors des Championnats d'Europe juniors de Kaunas. Elle se révèle dès l'année suivante en décrochant les titres du 100 m et du 200 m lors des Championnats du monde juniors, à Pékin.
En 2007, pendant la saison en salle, Tezdzhan Naimova court un 60 m en 7 s 13 durant les Championnats des Balkans en salle. Elle devient rapidement une des meilleures sprinteuses européennes et mondiales en 2007, en courant le 100 m en 11 s 04 et le 200 m en 22 s 43. Elle est néanmoins éliminée en demi-finales sur 100 m et 200 m lors des championnats du monde d'Osaka, et ne passe pas le cap des séries lors des Jeux olympiques de 2008.
En 2009, Tezdzhan Naimova est suspendue deux ans par l'IAAF, du 30 septembre 2008 au 29 septembre 2010, pour avoir effectué des manipulations sur des échantillons collectés lors d'un contrôle antidopage,.
En mars 2013, Tezdzhan Naimova remporte le titre du 60 m plat des championnats d'Europe en salle de Göteborg, dans le temps de 7 s 10 (record personnel), devant l'Ukrainienne Mariya Ryemyen et la Française Myriam Soumaré. Contrôlée positive à un stéroïde anabolisant lors de ces mêmes championnats, elle est provisoirement suspendue de toute compétition par la Fédération bulgare d'athlétisme en juin 2013 puis est suspendue à vie le 17 septembre 2013 en tant que récidiviste. Elle devra rendre sa médaille d'or acquise.  

### Palmarès
| Date | Compétition                    | Lieu       | Résultat | Épreuve | Performance  |
| ---- | ------------------------------ | ---------- | -------- | ------- | ------------ |
| 2005 | Championnats d'Europe juniors  | Kaunas     | 4e       | 100 m   | 11 s 79      |
| 2005 | Championnats d'Europe juniors  | Kaunas     | 7e       | 200 m   | 24 s 02      |
| 2006 | Championnats du monde juniors  | Pékin      | 1re      | 100 m   | 11 s 28      |
| 2006 | Championnats du monde juniors  | Pékin      | 1re      | 200 m   | 22 s 99      |
| 2007 | Championnats d'Europe en salle | Birmingham | 5e       | 60 m    | 7 s 22       |
| 2013 | Championnats d'Europe en salle | Göteborg   | 1re      | 60 m    | DISQUALIFIÉE |

### Records
| Épreuve | Performance | Lieu     | Date             |
| ------- | ----------- | -------- | ---------------- |
| 60 m    | 7 s 13      | Le Pirée | 21 février 2007  |
| 100 m   | 11 s 04     | Plovdiv  | 1er juillet 2007 |
| 200 m   | 22 s 43     | Le Pirée | 21 février 2007  |